# San Marino Calcio
San Marino Calcio ist ein 1960 gegründeter san-marinesischer Fußballverein in Serravalle. Der Verein nimmt nach dem Aufstieg 2012 nun am Spielbetrieb der dritthöchsten italienischen Fußballliga, der Lega Pro Prima Divisione, teil und ist damit der einzige professionelle Club des Zwergstaates.
Der Verein wurde 1960 als Società Sportiva Serenissima vom Fußballverband von San Marino gegründet, damit San Marino eine eigene Profimannschaft erhalte. Für die zeitweilige Fusion von 1974 bis 1976 mit SS Juvenes Serravalle wurde der Club in Associazione Calcio San Marino umbenannt, um schließlich seinen heutigen Namen zu erhalten.

## Spieler
- Gianluca Lapadula
- Giampaolo Mazza  (19??–1987), Trainer der Nationalmannschaft San Marinos.
- Andy Selva (2000–2001), bester Torschütze der Nationalmannschaft San Marinos.
- Aldo Simoncini (2006–2008), Torhüter der san-marinesischen Nationalmannschaft.